# Scania Truck Driving Simulator
Scania Truck Driving Simulator è un videogioco prodotto dalla SCS Software e commercializzato dalla Excalibur Publishing.

## Modalità di gioco
Il videogioco offre, oltre ai viaggi presenti in Euro Truck Simulator e Euro Truck Simulator 2, molte missioni, tra cui i parcheggi precisi e le manovre difficili.
Oltre alle manovre difficili, tra cui guidare sul precipizio di un dirupo, senza cadere, né urtare gli ostacoli, ci sono anche le prove di accelerazione e di frenata con un rimorchio agganciato.

## Camion
In questo videogioco, sono presenti solo veicoli di marca SCANIA, tra cui:
- SCANIA Serie R
- SCANIA Streamline Topline

## Requisiti di sistema
| Requisiti di sistema minimi |                                                  | Requisiti di sistema consigliati |                                                  |
| --------------------------- | ------------------------------------------------ | -------------------------------- | ------------------------------------------------ |
| Sistema operativo           | Windows XP/Vista/7/8                             | Sistema operativo                | Windows 7/8                                      |
| Processore                  | Dual Core da 2,4 GHz                             | Processore                       | Dual Core da 3,0 GHz                             |
| RAM                         | 2 GB                                             | RAM                              | 4 GB                                             |
| Scheda grafica              | nVidia GeForce 7600 GT (equivalente o superiore) | Scheda grafica                   | nVidia GeForce GTS 450 (equivalente o superiore) |
| VRAM                        | 256 MB                                           | VRAM                             | 1024 MB                                          |
| DirectX                     | 9                                                | DirectX                          | 9                                                |
| Spazio su disco             | 1,5 GB                                           | Spazio su disco                  | 1,5 GB                                           |

Si consiglia comunque l'utilizzo su computer fisso (meglio se con impostazioni da gaming).